# سينوكساسين
سينوكساسين Cinoxacin الزمرة الدوائية مضاد حيوي من الجيل الأول للكينولونات. الذي تم وقفه في المملكة المتحدة. وكذلك الولايات المتحدة، على حد سواء باعتباره دواء ذو علامة تجارية أو عمومية.

## آليه العمل
يثبط حمض النيوكليك الجرثومي. وهو فعال ضد الجراثيم سلبية الغرام، والزوائف الزنجارية، والجراثيم إيجابية الغرام، أما غير الهوئية فهي ليست حساسة له.

## الاستعمال الطبي
علاج أمراض المسالك البولية (ويستخدم أيضاً لهذا الغرض في الطب البيطري).

## الحرائك الدوائية
- الامتصاص: سريع وتام تقريباً بعد الجرعة الفموية.
- الارتباط البروتيني: أكثر من 60%.
- الاستقلاب: كبدي.
- الإطراح: كلوي، أكثر من 95% من الجرعة تعاد في البول خلال 24 ساعة.[5]

## التداخلات الدوائية
1. بروبنسيد، سيكلسبورين، مانعات التخثر الفموية، مضادات الالتهاب غير الستيروئيدية، زانثين، نيتروفورانتوين.
2. احتمالات مميتة: جرعة عالية من ميلفالان حقن وريدي عند الأطفال.

## التداخلات المخبرية
إيجابية كاذبة في اختبار تحري غلكوز البول باستعمال طريقة إرجاع النحاس.
- الحمل: ينتمي لأدوية المجموعة C

## الجرعة
- فموياً:

1. البالغين: 500ملغ مرتين/يوم للعلاج، و500ملغ/يوم قبل النوم للوقاية.
2. يجب تقليل الجرعى عند مرضى الاضطراب الكلوي.

- يمكن أن تؤخد مع أو بدون الطعام ولكن يجب أن يستمر بشكل ثابت وليس متغير (إما معه أو بدونه).

## مضادات الاستطباب
- فرط ضغط الدم
- القصور الكلوي الحاد.
- الحمل والإرضاع.
- الأطفال بعمر أقل من 3 أشهر والأطفال واليافعين المصابين بتشنج.

## تحذيرات
- المصابين بعوز G6PD.
- القصور الكلوي والكبدي.
- التعرض لأشعة الشمس.
- بورفيريا.
- مراقبة تعداد الدم والوظيفة الكلوية والكبدية عند معالجة ألم المفال لأكثر من أسبوعين (أوقف).

## الآثار الجانبية
ملف سلامة سينوكزاسين فيما يبدو غير ملحوظ بالأحرى. ظهور التفاعلات الدوائية الضارة تقتصر على الجهاز الهضمي والجهاز العصبي المركزي.
- فرط حساسية.
- غثيان، إقياء، إسهال، ألم بطني.
- تأثيرات عصبية.
- سمية عصبية أو اختلاج.
- تفاعلات جلدية.
- ضرر وتري.
- تأثيرات كبدية.
- احتمالات مميتة: فقر دم مناعة ذاتية (عند الكهول).